# Beach Rats
Beach Rats es una película dramática coming-of-age estadounidense de 2017 escrita y dirigida por Eliza Hittman . Está protagonizada por Harris Dickinson, en el que fue su debut cinematográfico, junto con Madeline Weinstein y Kate Hodge en papeles secundarios. Sigue a un adolescente sin propósitos de Brooklyn que lucha por reconciliar sus deseos sexuales, dirigiéndose hacia consecuencias irreparables.
La película tuvo su estreno mundial en el Festival de Cine de Sundance el 23 de enero de 2017, donde Hittman ganó el Premio a la Dirección Dramática de EE. UU. Tras su paso por el festival, fue estrenado en los cines de Estados Unidos el 25 de agosto de 2017 por Neon. Recibió críticas positivas de los críticos, que elogiaron principalmente la dirección de Hittman, la actuación de Dickinson y la cinematografía. En la 33.ª edición de los Independent Spirit Awards, obtuvo dos nominaciones: Mejor protagonista masculino (por Dickinson) y Mejor fotografía (por Louvart).

## Argumento
Frankie es un chico de Brooklyn de 19 años que pasa sus días saliendo y drogándose con sus amigos como un escape de su problemática vida. Su familia incluye a su hermana pequeña y una madre que se ocupa principalmente del cuidado de su padre, que padece una enfermedad terminal. Frankie pasa las noches en Brooklyn Boys, un sitio de cámaras web para hombres homosexuales, mientras oculta parcialmente su rostro con un sombrero.
Cuando Frankie y sus amigos están en el paseo marítimo de Coney Island viendo los fuegos artificiales, una chica llamada Simone se fija en él. Simone acompaña a Frankie de regreso a su casa e intenta iniciar relaciones sexuales con él y le pregunta: "¿Soy guapa?". Frankie, al no ser capaz de excitarse, comienza a burlarse de ella, imitando su pregunta. Insultada, Simone se marcha. Unos días después, Frankie y sus amigos están en la playa cuando ven a Simone con otro chico. Frankie va a disculparse con Simone por su comportamiento de la otra noche y ella lo perdona con indecisión. Mientras tanto, Frankie continúa utilizando el sitio web de chat para contactar con hombres homosexuales. Para evitar ser descubierto por personas conocidas de su edad que delaten su doble vida, comienza a contactar sobre todo  con hombres mayores. Cuando uno de esos hombres le pregunta sobre su inclinación por los hombres mayores, Frankie responde: "Realmente no sé lo que me gusta".
Frankie sufre una pérdida cuando su padre sucumbe a un cáncer terminal. Tras este suceso, Frankie vuelve a robar las pastillas de su padre, de las que él y sus amigos han estado consumiendo habitualmente. 
En un día con Simone, Frankie le pregunta si alguna vez se ha besado con una chica. Simone responde que sí y hace un comentario de que dos chicas besándose es sexy, mientras que cuando dos chicos se besan, es gay. Esa noche, Frankie se obliga a sí mismo a tener relaciones sexuales con ella. Más tarde, después de una cita con un hombre gay en un motel, este le pregunta a Frankie sobre su orientación sexual. Frankie dice que no es gay alegando que tiene novia.
La vida secreta de Frankie corre cada vez más riesgo de ser descubierta cuando se encuentra con sus compañeros masculinos en público. Simone rompe con él cuando se vuelve errático mientras está drogado. Cuando Frankie y sus amigos se están quedando sin suministro de drogas, Frankie propone usar el sitio web de chat gay, alegando que lo usa habitualmente para encontrar chicos con marihuana. Sus amigos se muestran incómodos con la idea, pero Frankie dice que todo lo que necesitan hacer es fingir ser homosexuales para conseguir las drogas. Frankie les hace saber a los chicos que se reunirá con Jeremy, un hombre homosexual más cercano a su edad. Frankie invita a Jeremy a fumar con él y sus amigos, pero Jeremy sospecha cuando ve a los amigos de Frankie y se va.
Más tarde, Jeremy le envía un mensaje a Frankie y le dice que quiere reunirse y fumar con él, pero a solas. Sus amigos ven el mensaje e insisten en acompañarlo para poder robar la marihuana de Jeremy. Cuando Frankie duda, sus amigos le comienzas a preguntar por qué utiliza realmente el sitio de chat. Frankie vuelve a afirmar que es sólo por drogas y dice que se encontrará con Jeremy en la playa. Más tarde, Jeremy llega para recoger a Frankie y durante el viaje en coche, Jeremy deduce que Frankie está en el armario, a lo que Frankie se resiste con la creencia de que no cree que sea gay y, en palabras de Jeremy, simplemente "tiene sexo con hombres".
En la playa, Frankie comienza a sentir remordimiento por haber tendido una trampa a Jeremy y sugiere regresar a su casa. Justo cuando Jeremy pregunta qué está pasando, los amigos de Frankie le tienden una emboscada y le piden que les de la marihuana. Cuando Jeremy se niega, los amigos de Frankie lo golpean. Aunque Frankie consigue la droga, sus amigos insisten en seguir golpeando a Jeremy, hasta que finalmente le dejan aparentemente muerto en la orilla.
En casa, Frankie se deshace de todo rastro del sitio de chat gay en su ordenador, incluidas las selfies sin camisa que se sacó.
La película termina con él mirando nuevamente los fuegos artificiales en el malecón, donde conoció a Simone. Pero, esta vez, con una mirada de angustia e incertidumbre.

## Reparto
- Harris Dickinson como Frankie
- Madeline Weinstein como Simone
- Kate Hodge como Donna
- Neal Huff como Joe
- Nicole Flyus como Carla
- Frank Hakaj como Nick
- David Ivanov como Alexei
- Anton Selyaninov como Jesse
- Harrison Sheehan como Jeremy
- Douglas Everett Davis como Harry
- Gabriel Gans como Eddie
- Erik Potempa como Michael
- Kris Eivers como Edgar
- J. Stephen Brantley como Jersey

## Producción
En abril de 2016, se anunció que Eliza Hittman dirigiría la película, basada en un guion que ella misma había escrito. Hittman dijo que su inspiración para la película fue un selfie en Facebook de un joven de Gerritsen Beach, Brooklyn, miembro de un grupo conocido como "beach rats". La fotografía fue sacada "en un sótano con feas luces fluorescentes y un espejo sucio y él estaba sin camisa con un sombrero que le cubría los ojos... Había esta tensión en la imagen entre algo que era hipermasculino y simultáneamente homoerótico, un sentimiento que estaba ocultando algo porque sus ojos estaban en la sombra de esta visera. Tenía unos 19 años y parecía peligroso y frágil al mismo tiempo, e intento utilizar imágenes como esa como presentación de personajes. La película es como un reencuadre directo de esa imagen."
Hittman aseguró que la película también se inspiró en incidentes de la vida real y comentó: "He tenido amigos que fueron atacados mientras caminaban por ciertas áreas de Brooklyn y quedaron totalmente noqueados. Conozco personas que han tenido experiencias con Grindr. Soy consciente de todos los tipos de violencia que existen, he leído sobre ellos y los he procesado. Creo que [la víctima de la película] representa muchos tipos de víctimas".
Cinereach y Animal Kingdom produjeron la película, junto con Secret Engine.

## Estreno
Beach Rats tuvo su estreno mundial en el Festival de Cine de Sundance el 23 de enero de 2017. Poco después, Neon adquirió los derechos de distribución de la película en Norteamérica. Se estrenó en Estados Unidos de forma limitada en cines el 25 de agosto de 2017.

## Recepción

### Recaudación
Beach Rats ganó 45.008 dólares en tres salas en su primer fin de semana, un promedio de 15.003 dólares por sala. Tras su recorrido por las salas, la película recaudó en total 471.286$ en los Estados Unidos y Canadá, y 105.030 dólares en el resto de territorios, sumando un total mundial de 576.316$.

### Crítica

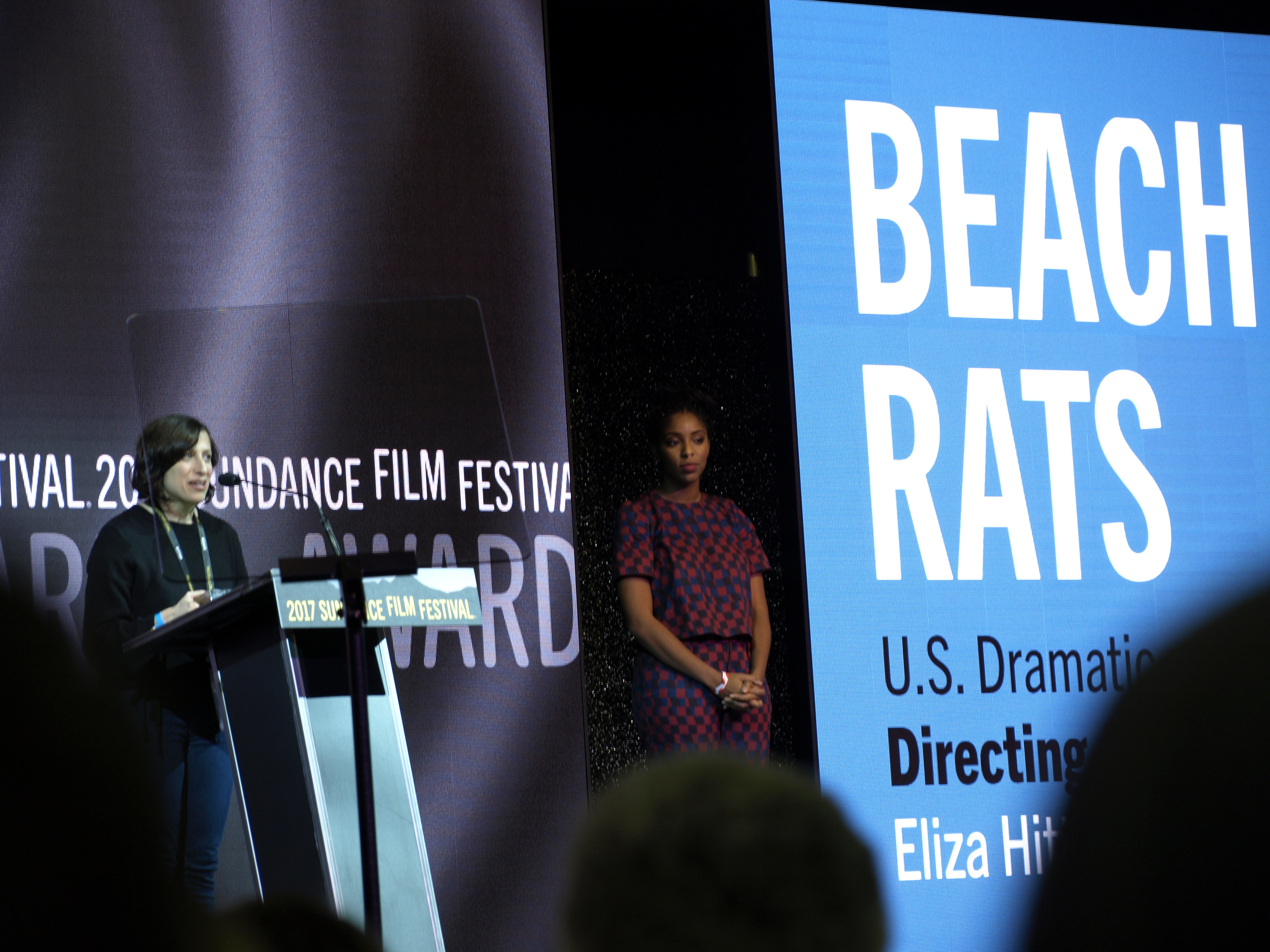
Hittman recibió el Premio a la Dirección Dramática Estadounidense en el Festival de Cine de Sundance de 2017.

En la página de reseñas Rotten Tomatoes el 84% de las 109 críticas añadidas fueron positivas, con una nota media de 7,2 sobre 10. El consenso sobre la película en esta página fue: "Con actuaciones empáticas y poderosas, Beach Rats muestra la confusión de un adolescente de una forma transparente a la vez que onírica". Metacritic, que utiliza una media ponderada, otorgó al film una nota de 78/100, basado en 29 críticas.
Justin Chang, de Los Angeles Times, comentó: "La película tiene tanta habilidad para contar su historia a través de detalles visuales y atmósfera que puedes sentir el cambio de marcha en la segunda mitad". Ben Kenigsberg de The New York Times declaró: "Los vaivenes de las decisiones del personaje se sienten reales, y la lacónica inexpresividad del Sr. Dickinson (nunca adivinarías que el actor era británico) ayuda a darle una carga a la crisis existencial de Frankie. La Sra. Hittman también está lo suficientemente segura como para saber que no se puede resolver fácilmente". Michael O'Sullivan de The Washington Post le dio a la película 2 de 4 estrellas y comentó: "Aunque la película de Hittman, a menudo audaz y en ocasiones incómodamente honesta, nos lleva al umbral de esa narrativa, no tiene el valor de cruzarla." 
K. Austin Collins de The Ringer escribió que la película da "la sensación predominante de que la masculinidad es algo que se aprende: se pone y se representa con el fin de encajar con los demás". Collins también señaló: "Al igual que Beach Rats en general, el final es un recordatorio de lo que puede suceder cuando un director confía en nosotros lo suficiente como para no ofrecer conclusiones fáciles y absolutos psicológicos". Victor Rocha de Out Write opinó: " Beach Rats no es una película feliz, pero es una película que captura la emoción en la película: una emoción genuina e inexplicable. Eclipsada por películas mucho más felices, Beach Rats ofrece una experiencia única como una de Las películas más íntimas de 2017." Jay Kuehner, informando desde el Festival de Cine de Sundance de 2017 para la revista de cine canadiense Cinema Scope, elogió la fotografía en 16 mm de Hélène Louvart, invocando una comparación con la estética visual de Moonlight y Beau Travail, así como con las películas de Robert. Bresson y Philippe Grandrieux.
Aunque la actuación de Dickinson fue elogiada, la película también generó críticas y debates. Algunos críticos dijeron que el final les parecía inmerecido y que su violencia perpetúa el tropo de "entierra a tus gays", mientras que otros dijeron que la película "corre el riesgo de reducir la adolescencia gay a la miseria y la vergüenza". Algunos también señalaron que el final recuerda incidentes de la vida real en los que usuarios de aplicaciones de citas gay fueron objeto de violencia.
En la proyección de Sundance, un miembro del público preguntó a Hittman si a ella, una mujer heterosexual blanca, se le debería permitir contar historias homosexuales. Hittman dijo que daba la bienvenida al debate y añadió: "Creo que es interesante... quién puede contar qué historia. Creo que es un poco complicado en este momento. Creo que la conversación debería centrarse más en cómo crear más oportunidades para contar su historia a las personas que no pueden contarla".
| Premios                                      | Día de la ceremonia      | Categoría                              | Destinatarios    | Resultado | Ref.          |
| -------------------------------------------- | ------------------------ | -------------------------------------- | ---------------- | --------- | ------------- |
| Chéries-Chéris                               | 21 de noviembre de 2017  | Gran Premio                            | Beach Rats       | Nominada  | [ 29 ]        |
| Festival de cine estadounidense de Deauville | 10 de septiembre de 2017 | Gran Premio Especial                   | Beach Rats       | Nominada  | [ 30 ]        |
| Premios Gotham                               | 27 de noviembre de 2017  | Actor descubrimiento                   | Harris Dickinson | Nominado  |               |
| Independent Spirit Awards                    | 3 de marzo de 2018       | Mejor actor masculino                  | Harris Dickinson | Nominado  | [ 31 ]        |
| Independent Spirit Awards                    | 3 de marzo de 2018       | Mejor Cinematografía                   | Hélène Louvart   | Nominada  | [ 31 ]        |
| Hamburg Film Festival                        | 14 de octubre de 2017    | NDR Young Talent Award                 | Eliza Hittman    | Nominada  |               |
| Independent Film Festival of Boston          | 29 de abril de 2017      | Gran Premio del Jurado                 | Beach Rats       | Ganador   | [ 32 ] [ 33 ] |
| L.A. Outfest                                 | 16 de julio de 2017      | Mejor Guion en película estadounidense | Beach Rats       | Ganador   | [ 34 ]        |
| Festival Internacional de Locarno            | 12 de agosto de 2017     | Leopardo de Oro                        | Beach Rats       | Nominado  | [ 35 ]        |
| Círculo de Críticos de Cine de Londres       | 28 de enero de 2018      | Mejor actor/actriz joven               | Harris Dickinson | Ganador   | [ 36 ]        |
| Festival de Cine de Montclair                | 6 de mayo de 2017        | Premio Future/Now                      | Beach Rats       | Ganador   | [ 37 ]        |
| Festival de Cine de Sarasota                 | 9 de abril de 2017       | Premio del Jurado                      | Beach Rats       | Nominado  | [ 38 ]        |
| Festival Internacional de Cine de Seattle    | 11 de junio de 2017      | Gran Premio del Jurado                 | Beach Rats       | Nominado  | [ 39 ]        |
| Festival Internacional de Cine de Stockholm  | 20 de noviembre de 2017  | Caballo de Bronce                      | Beach Rats       | Nominado  | [ 40 ]        |
| Festival de Cine de Sundance                 | 28 de enero de 2017      | Premio a la dirección                  | Eliza Hittman    | Ganadora  | [ 41 ]        |
| Festival de Cine de Sundance                 | 28 de enero de 2017      | Gran Premio del Jurado                 | Beach Rats       | Nominado  | [ 41 ]        |